# Khababash
Khababash (IV secolo a.C. – IV secolo a.C.) è stato un faraone ascrivibile alla XXXI dinastia egizia.
Noto anche come Khabash o Khabbash, regnò da Sais nel Basso Egitto tra il 338 a.C. ed il 336 a.C., durante la seconda dominazione persiana e sovrapponendosi al regno del Gran Re Artaserse IV.

## Testimonianze
Sovrano di difficile collocazione temporale, il suo nome non compare né nella Cronaca demotica né tra gli elenchi dei sovrani della XXXI dinastia. Tuttavia la sua esistenza è comprovata da vari reperti archeologici.
Sulla cosiddetta Stele del Satrapo, eretta all'epoca in cui il futuro Tolomeo I era ancora reggente d'Egitto ed oggi conservata presso il Museo Archeologico di Napoli, viene riconfermata la proprietà di certe terre al clero di Buto che a suo tempo era stata concessa da ”…Il Re dell’Alto e Basso Egitto Senentenen-Setepenptah, Figlio di Ra Khababash, che possa vivere in eterno…”. Poco più avanti si narra che questo sovrano ispezionò i rami del delta del Nilo allo scopo di tenere lontane le flotte "asiatiche", cioè persiane, dall'Egitto.
Le affermazioni della Stele del Satrapo, unite a quelle del papiro demotico Libbey, hanno permesso di collocare Khababash nel breve periodo della seconda dominazione persiana (dal 343 a.C. al 332 a.C.), mentre da un'iscrizione sul sarcofago di un toro Api, ritrovato nel Serapeo di Saqqara, è noto che regnò non meno di due anni e tre mesi.
Il nome di questo personaggio compare anche in un'iscrizione demotica proveniente dalle rovine del palazzo di Apries, su un amuleto, sopra un vaso rinvenuto nella regione menfita e su uno scarabeo di provenienza ignota.

## Biografia
Nel 338 a.C., pochi anni dopo la conquista dell'Egitto, il Gran Re Artaserse III morì assassinato da Bagoas, un potente eunuco che insediò sul trono di Persia (e quindi, almeno nominalmente, anche su quello d'Egitto) come suo fantoccio Artaserse IV, figlio del sovrano appena ucciso.

È plausibile che entro la fine dell'anno Khababash, approfittando di questo periodo di debolezza che l'impero achemenide stava attraversando, insorse contro gli occupanti persiani, attribuendosi i titoli regali e, come già visto, regnò sul Basso Egitto per oltre due anni (cioè almeno fino al 336 a.C.).
Non si sa niente della vita di questo personaggio prima della sua insurrezione ed ascesa al trono. Il suo nome è di etimologia incerta: non è egizio ma potrebbe essere appartenuto a genti di origine libica trapiantate in Nubia.
Anche quel che accadde nei tempi successivi è poco noto. Da una stele meroita detta Stele di Nastasen, pare che nel 330 a.C. un egizio di nome Khambasutu o Khambas-uten, spesso identificato con Khababash, tentò di invadere la Nubia ma venne sconfitto dal re Nastasen.

## Titolatura
| G5 |

| G5 |

|  |  | \| \| \| \| \| \| |
|  |  |                   |
|  |  |                   |
|  |  |                   |

|  |
|  |
|  |

| G16 |

| G16 |

| G8 |

| G8 |

| M23 · X1 | L2 · X1 |

| M23 · X1 | L2 · X1 |

| S29 | M22 · M22 · N35 | C18 | U21 · N35 | Q3 · X1 | V28 | A40 |

| S29 | M22 · M22 · N35 | C18 | U21 · N35 | Q3 · X1 | V28 | A40 |

| S29 | M22 · M22 · N35 | C18 | U21 · N35 | Q3 · X1 | V28 | A40 |

| S29 | M22 · M22 · N35 | C18 | U21 · N35 | Q3 · X1 | V28 | A40 |

| S29 | M22 · M22 · N35 | C18 | U21 · N35 | Q3 · X1 | V28 | A40 |

| S29 | M22 · M22 · N35 | C18 | U21 · N35 | Q3 · X1 | V28 | A40 |

| S29 | M22 · M22 · N35 | C18 | U21 · N35 | Q3 · X1 | V28 | A40 |

| S29 | M22 · M22 · N35 | C18 | U21 · N35 | Q3 · X1 | V28 | A40 |

| G39 | N5 |

| G39 | N5 |

| M12 | W10 | E10 | M8 |

| M12 | W10 | E10 | M8 |

| M12 | W10 | E10 | M8 |

| M12 | W10 | E10 | M8 |

| M12 | W10 | E10 | M8 |

| M12 | W10 | E10 | M8 |

| M12 | W10 | E10 | M8 |

| M12 | W10 | E10 | M8 |

Le due parti del praenomen di questo sovrano sono state rinvenute anche separate:
| S29 | M22 · M22 · N35 | C18 |

| S29 | M22 · M22 · N35 | C18 |

| S29 | M22 · M22 · N35 | C18 |

| S29 | M22 · M22 · N35 | C18 |

 snn Ṯnn - Senentenen (Immagine di Tatenen)
| U21 · N35 | Q3 · X1 | V28 | A40 |

| U21 · N35 | Q3 · X1 | V28 | A40 |

| U21 · N35 | Q3 · X1 | V28 | A40 |

| U21 · N35 | Q3 · X1 | V28 | A40 |

 stp n Ptḥ - Setepenptah (Scelto da Ptah)
Anche il nomen "Khababash" appare in un'altra forma:
|                   |     |     |    |     |
| \| \| \| \| \| \| |     |     |    |     |
|                   |     |     |    |     |
| M12               | G29 | G29 | M8 | A40 |

| M12 | G29 | G29 | M8 | A40 |

|                   |     |     |    |     |
| \| \| \| \| \| \| |     |     |    |     |
|                   |     |     |    |     |
| M12               | G29 | G29 | M8 | A40 |

| M12 | G29 | G29 | M8 | A40 |